# Hellion
Gli Hellion sono un gruppo heavy metal nato a Los Angeles nel 1982.

## Formazione

### Formazione attuale
- Ann Boleyn - voce (1982-oggi)
- Chris Kessler - chitarra (2002-oggi)
- Chet Thompson - chitarra (1986-1988, 1990, 2002-oggi)
- Ray Schenck - chitarra (1982-1986, 1988-oggi)
- Glenn Cannon - basso (2002-oggi)
- Seann Scott - batteria (2002-oggi)

### Ex componenti
- Alan Barlam - chitarra (1983-1986, 1988-1991)
- Peyton Tuthill - basso (1982)
- Rik Fox - basso (1982)
- Bill Sweet - bass (1982-1986)
- Alex Campbell - basso (1986-1988)
- Dave Dutton - basso (1988-1989)
- Rex Tennyson - basso (1989-91)
- Sean Kelley - batteria (1982-1986, 1988-1991)
- Greg Pecka - batteria (1986-1988)

## Discografia

### Album in studio
- Screams in the Night (1987)
- The Black Book (1990)
- Will Not Go Quietly (2003)

### EP
- Hellion (1983)
- Postcards from the Asylum (1988)
- The Witching Hour (1999)
- Into Cold Darkness (1999)
- Japan Fan Club EP (2002)

### Live
- Live and Well in Hell (1999)
- The Live "Uh Oh!" Album (1999)
- Cold Night in Hell (1999)

### Raccolte
- Up From the Depths (1998)
- Queen of Hell (2000)

### Singoli
- Driving Hard/Black Knight (1983)
- Nightmares (1983)
- Screams in the Night/Put the Hammer Down (1986)
- Screams In The Night (1987)